# Campeonato Mundial de Halterofilismo de 1992
O Campeonato Mundial de Halterofilismo de 1992 foi a 6ª edição do campeonato de halterofilismo feminino organizado pela Federação Internacional de Halterofilismo (FIH), em Varna, na Bulgária, entre 16 a 24 de maio de 1992. Foram disputadas 9 categorias com a presença de 110 halterofilistas femininos de 25 nacionalidades filiadas à Federação Internacional de Halterofilismo (FIH).

## Medalhistas
| Evento    | Ouro                           | Ouro     | Prata                          | Prata    | Bronze                                 | Bronze   |
| 44 kg     | 44 kg                          | 44 kg    | 44 kg                          | 44 kg    | 44 kg                                  | 44 kg    |
| --------- | ------------------------------ | -------- | ------------------------------ | -------- | -------------------------------------- | -------- |
| Arranque  | Guan Hong · China              | 75,0 kg  | Kunjarani Devi · Índia         | 65,0 kg  | Sibby Flowers · Estados Unidos         | 62,5 kg  |
| Arremesso | Guan Hong · China              | 100,0 kg | Kunjarani Devi · Índia         | 77,5 kg  | Misasanga Wangkiree · Tailândia        | 77,5 kg  |
| Total     | Guan Hong · China              | 175,0 kg | Kunjarani Devi · Índia         | 142,5 kg | Sibby Flowers · Estados Unidos         | 140,0 kg |
| 48 kg     |                                |          |                                |          |                                        |          |
| Arranque  | Liu Xiuhua · China             | 82,5 kg  | Izabela Rifatova · Bulgária    | 77,5 kg  | Ri Yong-hwa · Coreia do Norte          | 72,5 kg  |
| Arremesso | Liu Xiuhua · China             | 105,0 kg | Izabela Rifatova · Bulgária    | 97,5 kg  | Donka Mincheva · Bulgária              | 92,5 kg  |
| Total     | Liu Xiuhua · China             | 187,5 kg | Izabela Rifatova · Bulgária    | 175,0 kg | Donka Mincheva · Bulgária              | 162,5 kg |
| 52 kg     |                                |          |                                |          |                                        |          |
| Arranque  | Peng Liping · China            | 87,5 kg  | Janeta Georgieva · Bulgária    | 77,5 kg  | Robin Byrd · Estados Unidos            | 77,5 kg  |
| Arremesso | Peng Liping · China            | 115,0 kg | Siyka Stoeva · Bulgária        | 97,5 kg  | Chhaya Adak · Índia                    | 95,0 kg  |
| Total     | Peng Liping · China            | 202,5 kg | Siyka Stoeva · Bulgária        | 172,5 kg | Robin Byrd · Estados Unidos            | 172,5 kg |
| 56 kg     |                                |          |                                |          |                                        |          |
| Arranque  | Sun Caiyan · China             | 92,5 kg  | Neli Yankova · Bulgária        | 80,0 kg  | Ni Chia-ping · Taipé Chinesa           | 80,0 kg  |
| Arremesso | Sun Caiyan · China             | 117,5 kg | Neli Yankova · Bulgária        | 102,5 kg | Ni Chia-ping · Taipé Chinesa           | 97,5 kg  |
| Total     | Sun Caiyan · China             | 210,0 kg | Neli Yankova · Bulgária        | 182,5 kg | Ni Chia-ping · Taipé Chinesa           | 177,5 kg |
| 60 kg     |                                |          |                                |          |                                        |          |
| Arranque  | Li Hongyun · China             | 97,5 kg  | Maria Christoforidou · Grécia  | 90,0 kg  | Won Soon-yi Coreia do Sul              | 87,5 kg  |
| Arremesso | Li Hongyun · China             | 125,0 kg | Gergana Kirilova · Bulgária    | 105,0 kg | Maria Christoforidou · Grécia          | 105,0 kg |
| Total     | Li Hongyun · China             | 222,5 kg | Maria Christoforidou · Grécia  | 195,0 kg | Won Soon-yi Coreia do Sul              | 192,5 kg |
| 67,5 kg   |                                |          |                                |          |                                        |          |
| Arranque  | Milena Trendafilova · Bulgária | 98,0 kg  | Gao Lijuan · China             | 92,5 kg  | María Dolores Martínez · Espanha       | 87,5 kg  |
| Arremesso | Gao Lijuan · China             | 130,0 kg | Milena Trendafilova · Bulgária | 122,5 kg | Kim Dong-hee Coreia do Sul             | 107,5 kg |
| Total     | Gao Lijuan · China             | 222,5 kg | Milena Trendafilova · Bulgária | 220,0 kg | María Dolores Martínez · Espanha       | 192,5 kg |
| 75 kg     |                                |          |                                |          |                                        |          |
| Arranque  | Hua Ju · China                 | 107,5 kg | Arlys Johnson · Estados Unidos | 92,5 kg  | Kumi Haseba · Japão                    | 90,0 kg  |
| Arremesso | Hua Ju · China                 | 130,0 kg | Kumi Haseba · Japão            | 115,0 kg | Mária Takács · Hungria                 | 115,0 kg |
| Total     | Hua Ju · China                 | 237,5 kg | Kumi Haseba · Japão            | 205,0 kg | Mária Takács · Hungria                 | 205,0 kg |
| 82,5 kg   |                                |          |                                |          |                                        |          |
| Arranque  | Zhang Xiaoli · China           | 110,0 kg | Chen Shu-chih · Taipé Chinesa  | 95,0 kg  | Veronika Tóbiás · Hungria              | 92,5 kg  |
| Arremesso | Zhang Xiaoli · China           | 142,5 kg | Chen Shu-chih · Taipé Chinesa  | 115,0 kg | Valkana Tosheva · Bulgária             | 112,5 kg |
| Total     | Zhang Xiaoli · China           | 252,5 kg | Chen Shu-chih · Taipé Chinesa  | 210,0 kg | Valkana Tosheva · Bulgária             | 197,5 kg |
| +82,5 kg  |                                |          |                                |          |                                        |          |
| Arranque  | Li Yajuan · China              | 115,0 kg | Sylvie Iskin · França          | 92,5 kg  | Eridania Segura · República Dominicana | 92,5 kg  |
| Arremesso | Li Yajuan · China              | 150,0 kg | Erika Takács · Hungria         | 122,5 kg | Lubov Grigurko · CEI                   | 110,0 kg |
| Total     | Li Yajuan · China              | 265,0 kg | Erika Takács · Hungria         | 215,0 kg | Eridania Segura · República Dominicana | 202,5 kg |

- — RECORDE MUNDIAL

## Quadro de medalhas
Quadro de medalhas no total combinado
| Ordem | País                 | Medalha de ouro | Medalha de prata | Medalha de bronze | Total |
| ----- | -------------------- | --------------- | ---------------- | ----------------- | ----- |
| 1     | China                | 9               | 2                | 3                 | 9     |
| 2     | Bulgária             | 0               | 4                | 2                 | 6     |
| 3     | Taipé Chinesa        | 0               | 1                | 1                 | 2     |
| 3     | Hungria              | 0               | 1                | 1                 | 2     |
| 5     | Grécia               | 0               | 1                | 0                 | 1     |
| 5     | Índia                | 0               | 1                | 0                 | 1     |
| 5     | Japão                | 0               | 1                | 0                 | 1     |
| 8     | Estados Unidos       | 0               | 0                | 2                 | 2     |
| 8     | República Dominicana | 0               | 0                | 1                 | 1     |
| 8     | Coreia do Sul        | 0               | 0                | 1                 | 1     |
| 8     | Espanha              | 0               | 0                | 1                 | 1     |
| Total | Total                | 9               | 9                | 9                 | 27    |

Quadro de medalhas nos levantamentos + total combinado
| Ordem | País                 | Medalha de ouro | Medalha de prata | Medalha de bronze | Total |
| ----- | -------------------- | --------------- | ---------------- | ----------------- | ----- |
| 1     | China                | 26              | 1                | 0                 | 27    |
| 2     | Bulgária             | 1               | 12               | 4                 | 17    |
| 3     | Taipé Chinesa        | 0               | 3                | 3                 | 6     |
| 4     | Índia                | 0               | 3                | 1                 | 4     |
| 5     | Hungria              | 0               | 2                | 3                 | 5     |
| 6     | Grécia               | 0               | 2                | 1                 | 3     |
| 6     | Japão                | 0               | 2                | 1                 | 3     |
| 8     | Estados Unidos       | 0               | 1                | 4                 | 5     |
| 9     | França               | 0               | 1                | 0                 | 1     |
| 10    | Coreia do Sul        | 0               | 0                | 3                 | 3     |
| 11    | República Dominicana | 0               | 0                | 2                 | 2     |
| 11    | Espanha              | 0               | 0                | 2                 | 2     |
| 13    | CEI                  | 0               | 0                | 1                 | 1     |
| 13    | Coreia do Norte      | 0               | 0                | 1                 | 1     |
| 13    | Tailândia            | 0               | 0                | 1                 | 1     |
| Total | Total                | 27              | 27               | 27                | 81    |